# Chi Muoi Lo

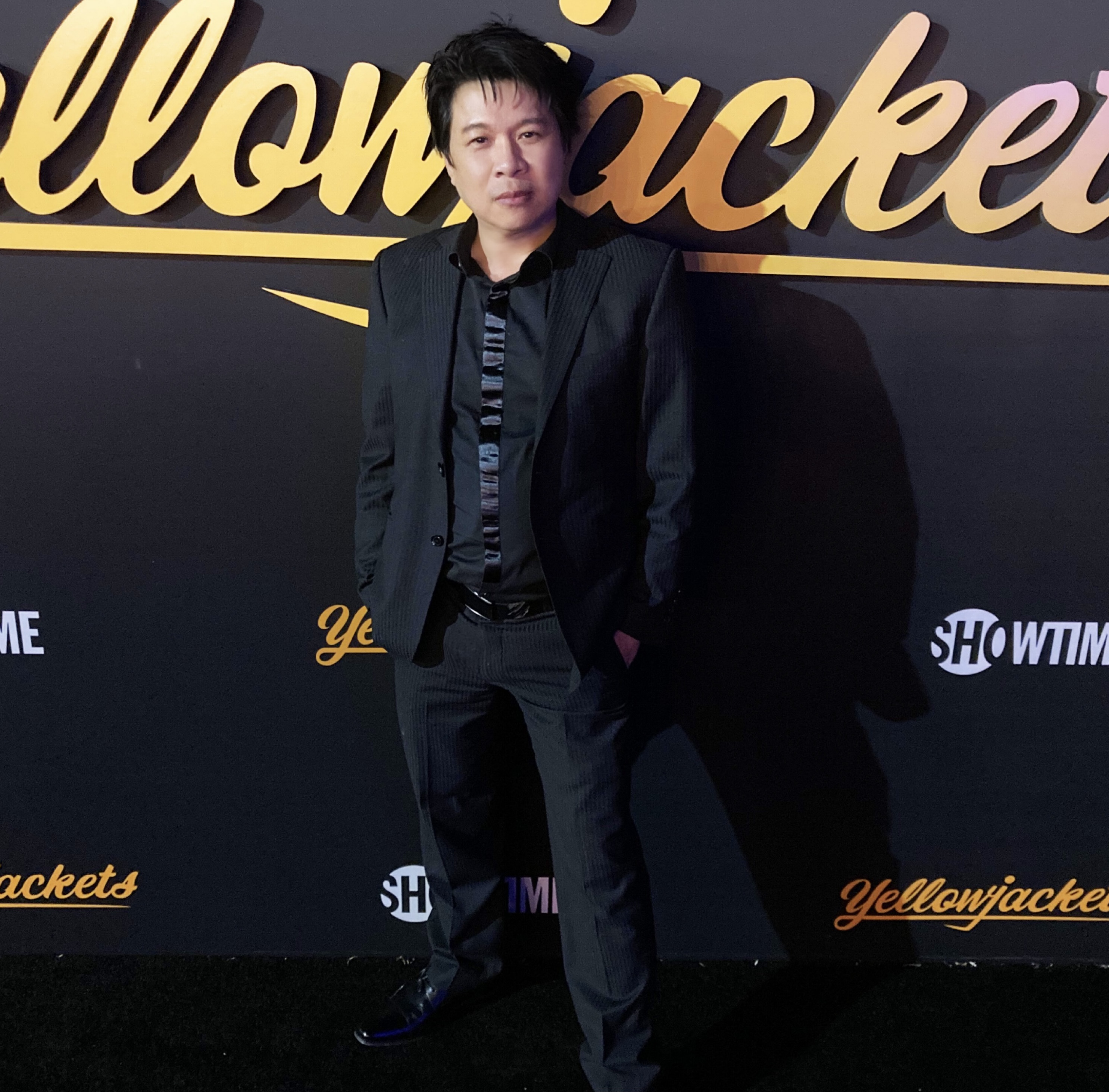
Chi Muoi Lo

Chi Muoi Lo (* 31. Oktober 1969 in Phan Rang, Provinz Ninh Thuận) ist ein vietnamesisch-US-amerikanischer Schauspieler, Regisseur und Filmproduzent.

## Biografisches
Chi Muoi Lo ist vietnamesisch-chinesischer Herkunft und gelangte im Alter von sechs Jahren mit seiner Familie in die USA. Nach einem zeitweiligen Aufenthalt in einem Flüchtlingslager konnte sich die Familie schließlich in Philadelphia niederlassen. Lo entstammt einer Großfamilie und hat insgesamt zwölf Geschwister. Bereits sehr früh an der Schauspielerei interessiert, besuchte Lo in seiner Heimatstadt die Philadelphia High School for the Creative and Performing Arts. Später setzte er seine Ausbildung an der Temple University und am American Conservatory Theater in San Francisco fort.
Seine erste Rolle als aktiver Darsteller hatte Lo in einer Folge der Fernsehserie NAM – Dienst in Vietnam. Auch in den nächsten Jahren stand er regelmäßig vor der Kamera und hatte Engagements in Episoden von bekannten Serien wie Zurück in die Vergangenheit, Hunter, In der Hitze der Nacht und Eine schrecklich nette Familie. Im Filmbereich fungierte er vorwiegend als Nebendarsteller und hatte kleinere Rollen in den Filmen China Cry: A True Story und Kindergarten Cop (beide von 1990) sowie in Buffy – Der Vampir-Killer (1992) und Ein unmoralisches Angebot (1993). Seinen wohl bekanntesten Auftritt hatte Lo 1994 mit der Hauptrolle des Wago Chang in allen vier Fernsehfilmen der Vanishing Son-Reihe. Eine Rolle, welche er auch 1995 in der gleichnamigen Fernsehserie wiederholte. 1997 spielte er außerdem eine größere Nebenrolle in dem Horrorfilm Das Relikt.
Im Jahr 2000 hatte Lo sein Debüt als Regisseur mit der Tragikomödie Catfish in Black Bean Sauce, in welcher er auch als Hauptdarsteller mitwirkte und für die er zudem selber das Drehbuch verfasste. Um dieses Filmprojekt realisieren zu können, hatte Lo die Produktionsfirma Black Hawk Entertainment gegründet, für welche er seitdem als Manager und ausführender Produzent fungiert. 2002 wurde er außerdem Inhaber von Allen Edelman Management, welches Neueinsteiger im Schauspielbereich auf dem Branchenmarkt vermittelt.

## Filmografie (Auswahl)
- 1989: NAM – Dienst in Vietnam (Tour of Duty, Fernsehserie, eine Folge)
- 1990: Zurück in die Vergangenheit (Quantum Leap, Fernsehserie, zwei Folgen)
- 1990: Harrys wundersames Strafgericht (Night Court, Fernsehserie, eine Folge)
- 1990: China Cry: A True Story
- 1990: Kindergarten Cop
- 1991: Hunter (Fernsehserie, eine Folge)
- 1991: In der Hitze der Nacht (In the Heat of the Night, Fernsehserie, eine Folge)
- 1991: Ausgerechnet Alaska (Northern Exposure, Fernsehserie, eine Folge)
- 1992: Beverly Hills, 90210 (Fernsehserie, eine Folge)
- 1992: Buffy – Der Vampir-Killer (Buffy the Vampire Slayer)
- 1992: Eine schrecklich nette Familie (Married… with Children, Fernsehserie, eine Folge)
- 1993: Mann muss nicht sein (Designing Women, Fernsehserie, eine Folge)
- 1993: Ein unmoralisches Angebot (Indecent Proposal)
- 1993: Melrose Place (Fernsehserie, eine Folge)
- 1993: Murphy Brown (Fernsehserie, eine Folge)
- 1993: Hot Shots! Der zweite Versuch (Hot Shots! Part Deux)
- 1993: Die Abenteuer des Brisco County jr. (The Adventures of Brisco County, Jr., Fernsehserie, eine Folge)
- 1994: Vanishing Son I – Der Sohn des Drachen (Vanishing Son I, Fernsehfilm)
- 1994: Vanishing Son II – Im Feuer des Drachen (Vanishing Son II, Fernsehfilm)
- 1994: Vanishing Son III – Kampf der Drachen (Vanishing Son III, Fernsehfilm)
- 1994: Vanishing Son IV – Die Rückkehr der Drachen (Vanishing Son IV, Fernsehfilm)
- 1995: Vanishing Son (Fernsehserie, dreizehn Folgen)
- 1996: New York Cops – NYPD Blue (NYPD Blue, Fernsehserie, eine Folge)
- 1997: Das Relikt (The Relic)
- 2001: Dharma & Greg (Fernsehserie, eine Folge)
- 2002: Chaos City (Spin City, Fernsehserie, eine Folge)
- 2003: Law & Order (Fernsehserie, eine Folge)
- 2003: Buffy – Im Bann der Dämonen (Buffy the Vampire Slayer, Fernsehserie, eine Folge)
- 2005: CSI: Vegas (Fernsehserie, eine Folge)
- 2006: Malcolm mittendrin (Malcolm in the Middle, Fernsehserie, eine Folge)
- 2006: The Shield – Gesetz der Gewalt (The Shield, Fernsehserie, eine Folge)
- 2007: Alle hassen Chris (Everybody Hates Chris, Fernsehserie, eine Folge)
- 2007: Smallville (Fernsehserie, eine Folge)
- 2008: Dirt (Fernsehserie, zwei Folgen)
- 2008: Shark (Fernsehserie, eine Folge)
- 2009: Nip/Tuck – Schönheit hat ihren Preis (Nip/Tuck, Fernsehserie, eine Folge)
- 2009: Der Womanizer – Die Nacht der Ex-Freundinnen (Ghosts of Girlfriends Past)
- 2009: Cold Case – Kein Opfer ist je vergessen (Cold Case, Fernsehserie, eine Folge)
- 2013: Das ist das Ende (This is the End)